# منطقة بوغيت ساوند

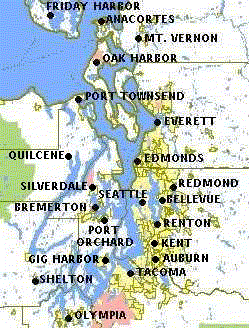

المنطقة بوغيت ساوند هي منطقة داخلية من شمال غرب المحيط الهادئ في واشنطن، بما في ذلك بوغيت ساوند، وأراضي بوغيت ساوند المنخفضة، والمنطقة المحيطة بها تقع بالغرب تقريباً لحوض كولومبيا وشرق جبال أوليمبيك.